# Verfeil (Alto Garona)
 Verfeil  (en occitano Verfuèlh) es una población y comuna francesa, en la región de Mediodía-Pirineos, departamento de Alto Garona, en el distrito de Toulouse. Es el chef-lieu y mayor población del cantón de Verfeil.

## Demografía
| 1536 | 1540 | 1734 | 2000 | 2265 | 2504 |
| Para los censos de 1962 a 1999 la población legal corresponde a la población sin duplicidades (Fuente: INSEE [Consultar]) |      |      |      |      |      |

## Monumentos

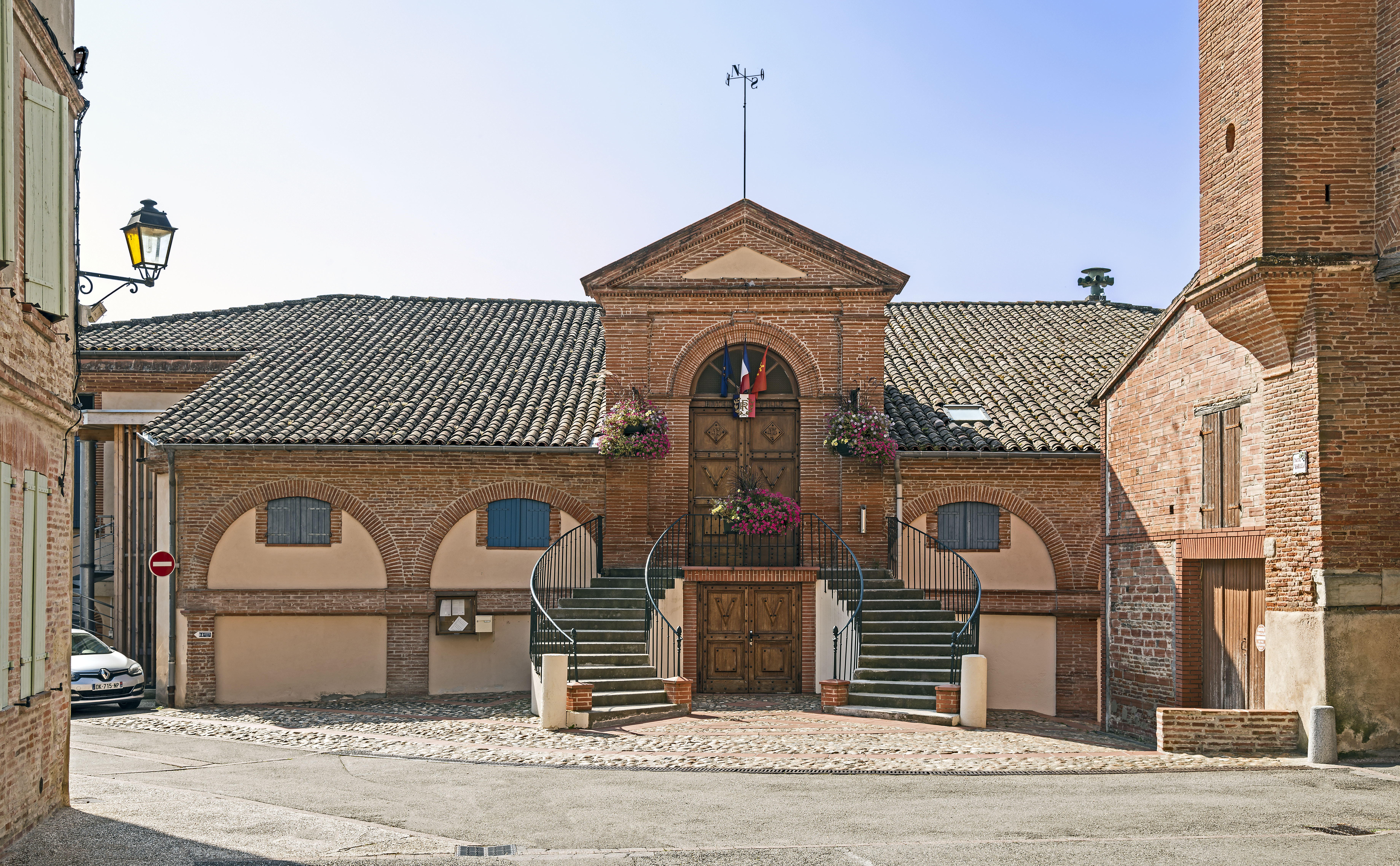
El Ayuntamiento
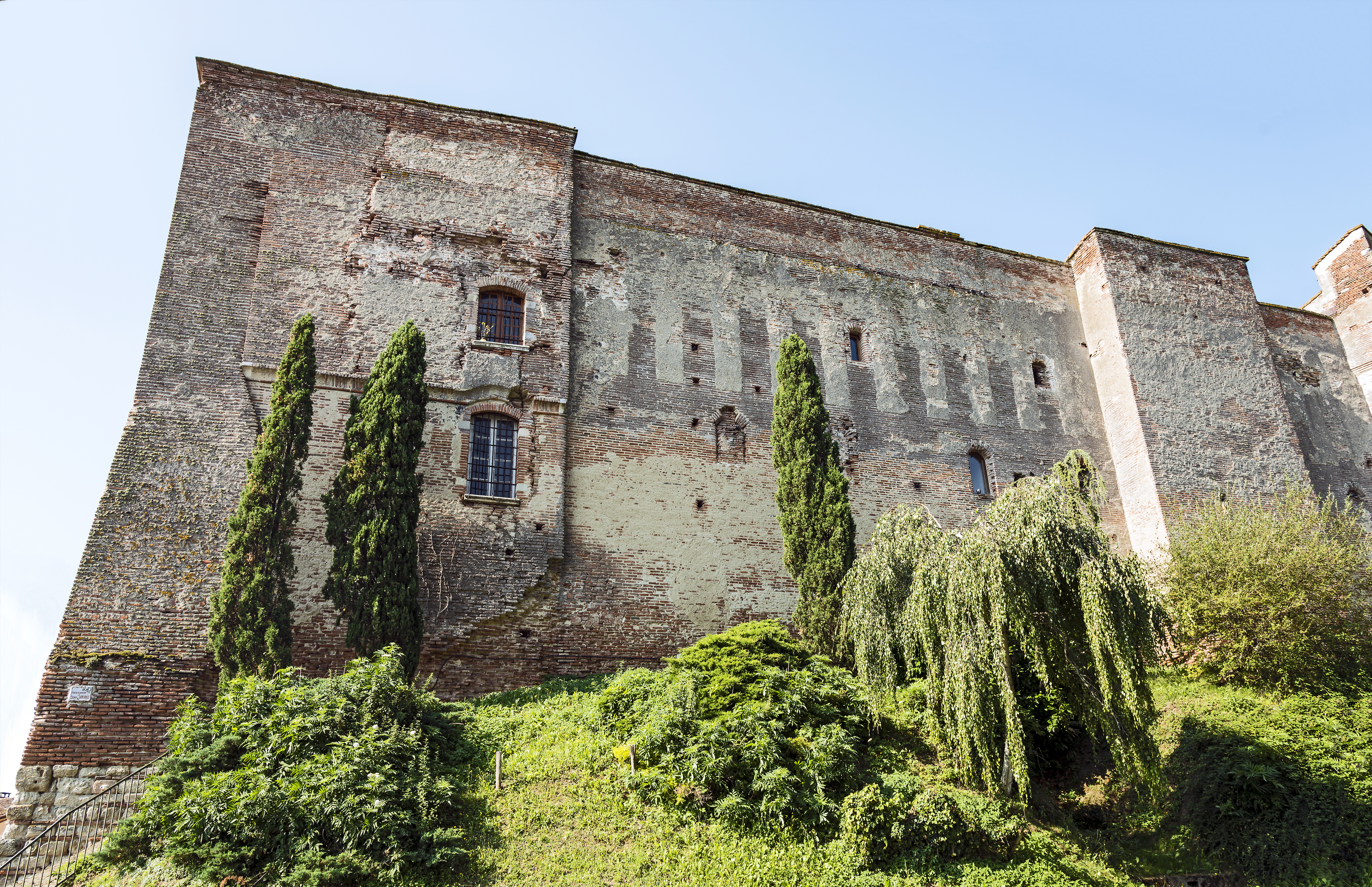
El castillo
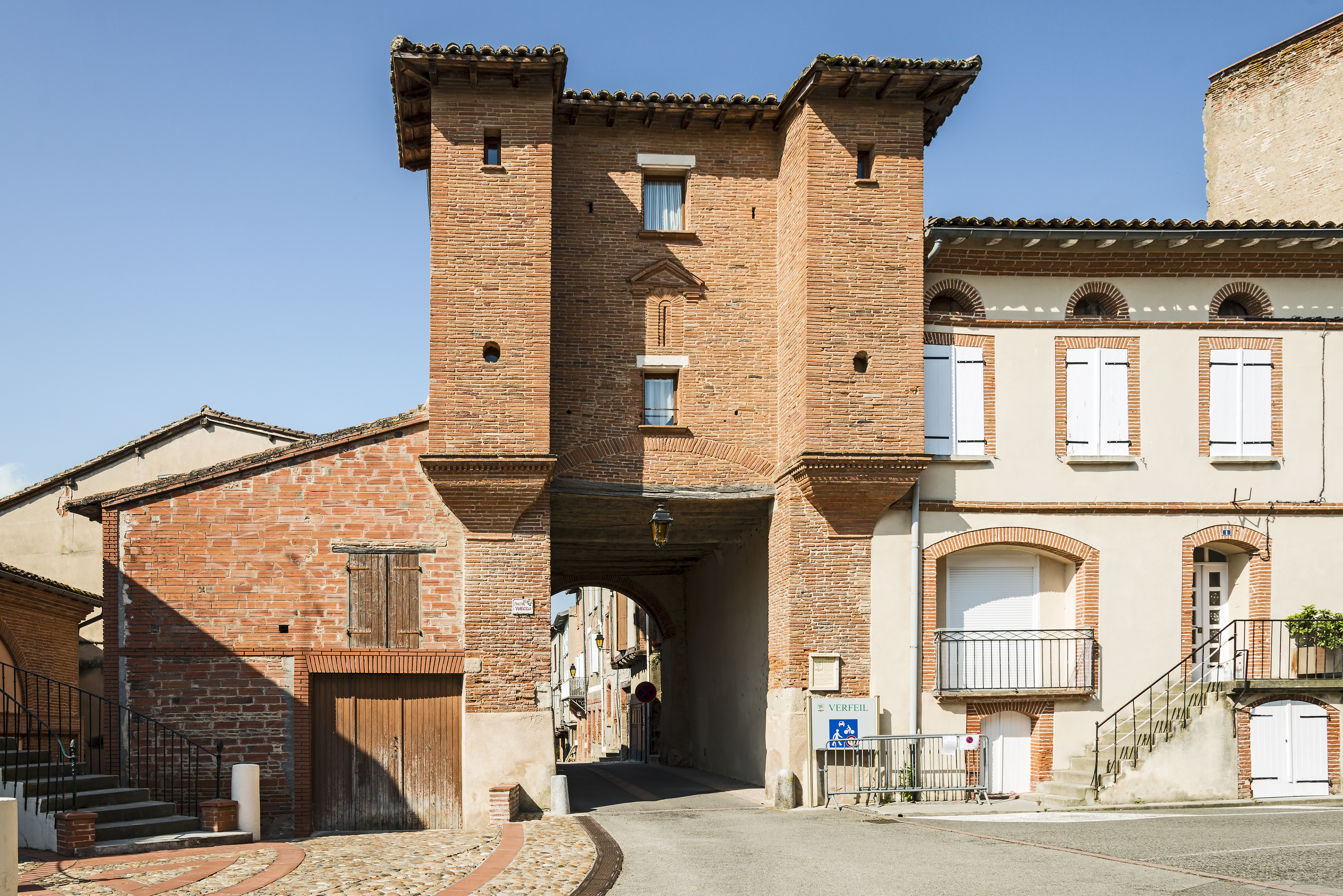
La Puerta Vaureze
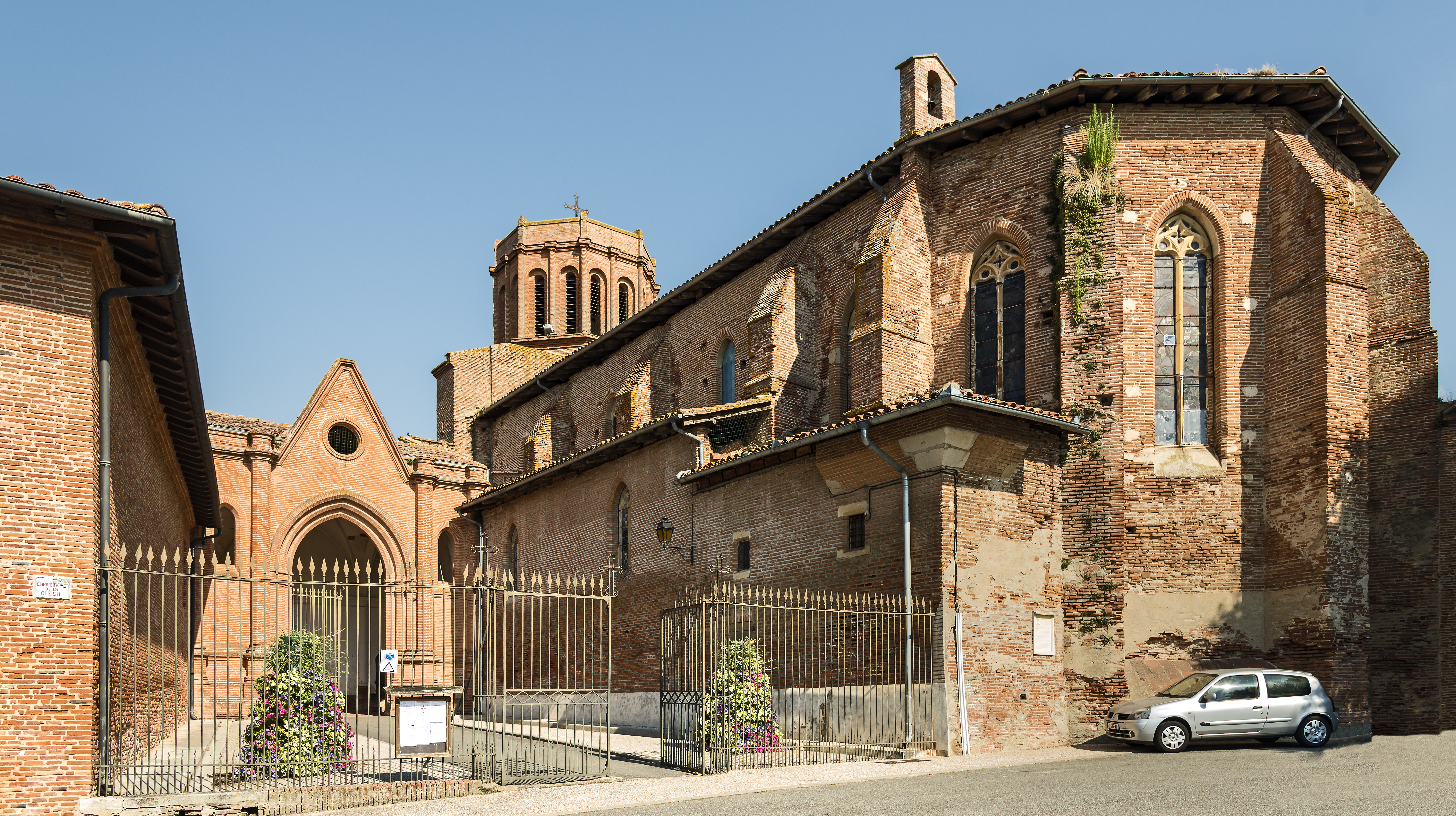
La iglesia "San Blas"
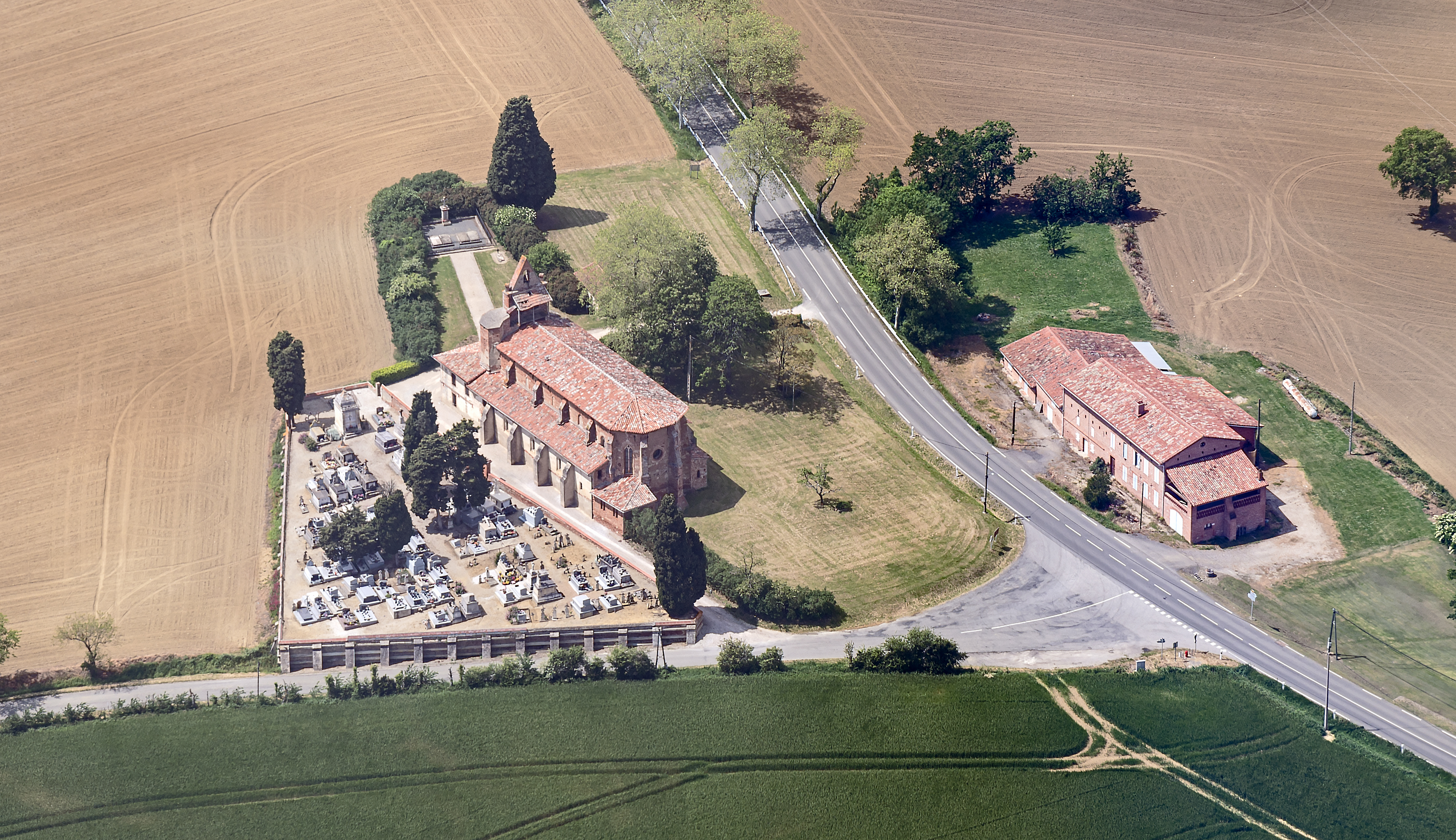
La iglesia "Saint-Sernin-de-Rais"
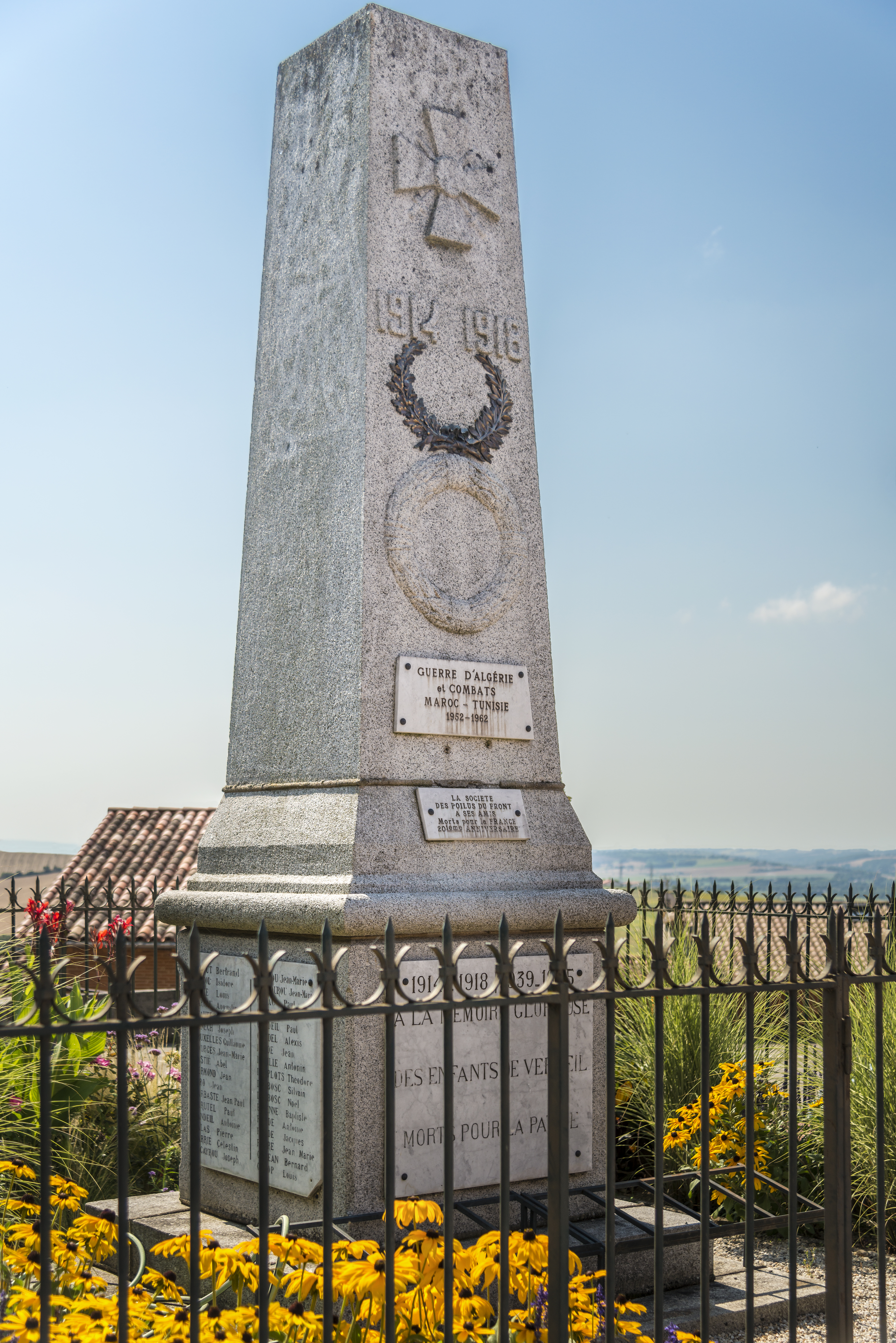
Monumento a los caídos